# Colonia los Sauces
Colonia los Sauces är en ort i Mexiko.   Den ligger i kommunen Tlajomulco de Zúñiga och delstaten Jalisco, i den centrala delen av landet, 500 km väster om huvudstaden Mexico City. Colonia los Sauces ligger 1 533 meter över havet och antalet invånare är 452.
Terrängen runt Colonia los Sauces är huvudsakligen platt, men norrut är den kuperad. Runt Colonia los Sauces är det mycket tätbefolkat, med 6 472 invånare per kvadratkilometer. Närmaste större samhälle är Guadalajara, 13,6 km norr om Colonia los Sauces. Trakten runt Colonia los Sauces består till största delen av jordbruksmark.